# 扬·奥尔松 (1944年)
扬·维克托·奥尔松（瑞典語：Jan Viktor Olsson，1944年3月18日—），瑞典男子足球运动员，司职中场。他曾代表瑞典参加1970年国际足联世界杯，结果队伍止步小组赛阶段。他于1973年后退役。